# Pentheochaetes cincta
Pentheochaetes cincta es una especie de escarabajo longicornio del género Pentheochaetes, tribu Acanthocinini, subfamilia Lamiinae. Fue descrita científicamente por Delfino en 1981.
El período de vuelo ocurre durante los meses de octubre, noviembre y diciembre.

## Descripción
Mide 6,3-9,7 milímetros de longitud.

## Distribución
Se distribuye por Brasil y Paraguay.